# Sergentomyia christophersi
Sergentomyia christophersi är en tvåvingeart som först beskrevs av John Alexander Sinton 1927.  Sergentomyia christophersi ingår i släktet Sergentomyia och familjen fjärilsmyggor. Inga underarter finns listade i Catalogue of Life.